# Peratophyga trigonata
Peratophyga trigonata är en fjärilsart som beskrevs av Walker 1861. Peratophyga trigonata ingår i släktet Peratophyga och familjen mätare. Inga underarter finns listade i Catalogue of Life.